# میل کاردان

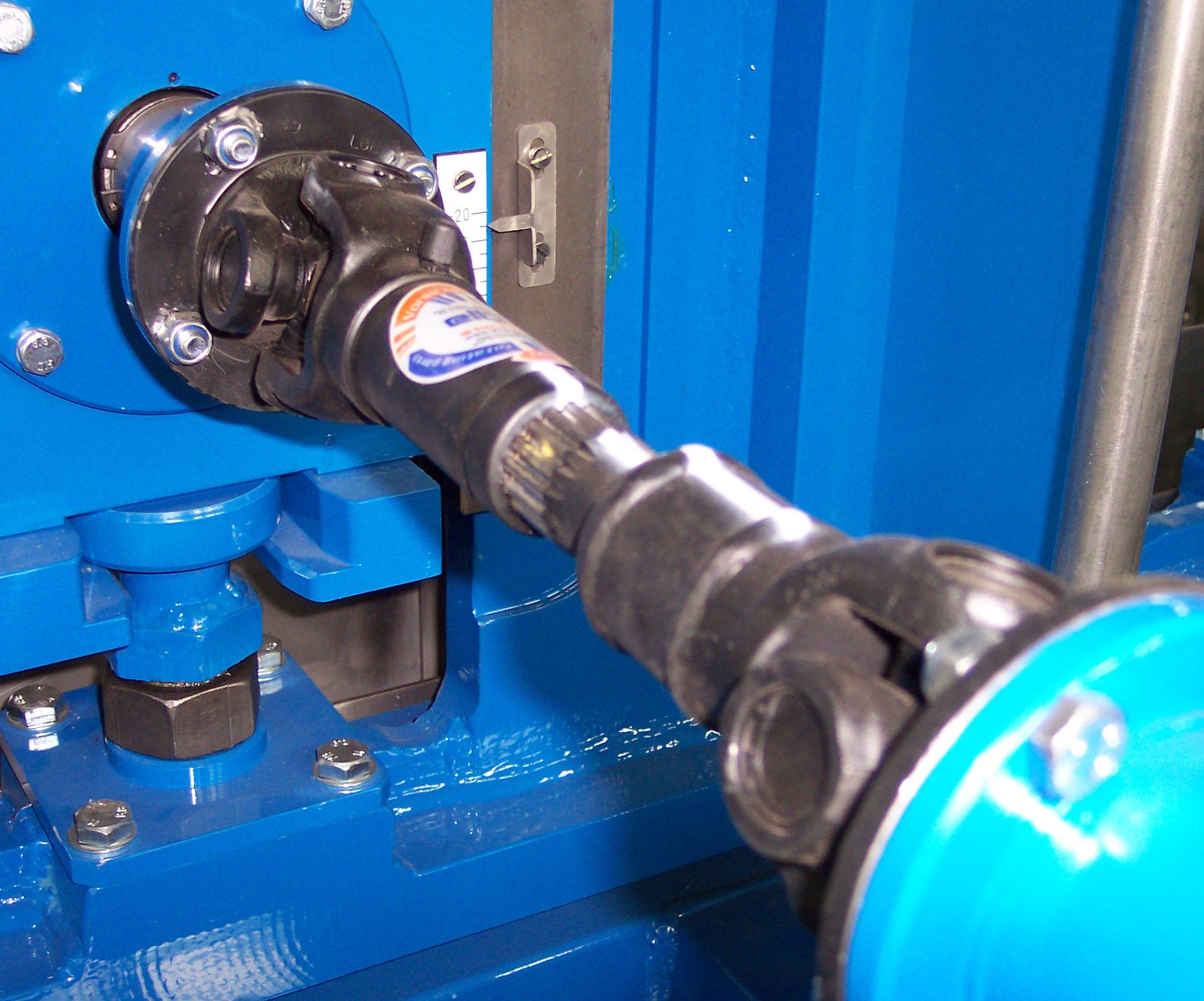
یک میل کاردان با مفصل همه‌کاره در هر دو سر و یک هزارخار در مرکز

میل کاردان که میل گاردان نیز نامیده می شود، یک قطعهٔ مکانیکی برای انتقال گشتاور و چرخش است و معمولاً برای اتصال سایر قطعات یک سیستم انتقال توان که به علت وجود فاصله یا نیاز به حرکت نسبی مابینشان نمی‌توانند مستقیماً به یکدیگر وصل شوند، مورد استفاده قرار می‌گیرد. لغت «کاردان» از نام ریاضیدان ایتالیایی جرلامو کاردانو گرفته شده‌است.
میل کاردان‌ها حامل گشتاورند: آن‌ها در معرض پیچش و تنش برشی به اندازهٔ تفاوت گشتاور ورودی و بار قرار می‌گیرند. در نتیجه باید آنقدر قوی باشند تا تنش وارده را تحمل کنند و در عین حال وزنشان خیلی زیاد نباشد که اگر باشد لختی‌شان نیز متأثر از وزن، افزایش خواهد یافت.
میل کاردان‌ها برای آنکه اجازهٔ ایجاد تغییر در ترازبندی و فاصلهٔ قطعات محرک و متحرک را بدهند، دارای یک یا چند مفصل همه‌کاره، کوپلینگ فکی، یا مفصل rag، و گاهی مفصل هزارخار یا مفصل کشویی می‌باشند.